# Rolls-Royce Phantom II

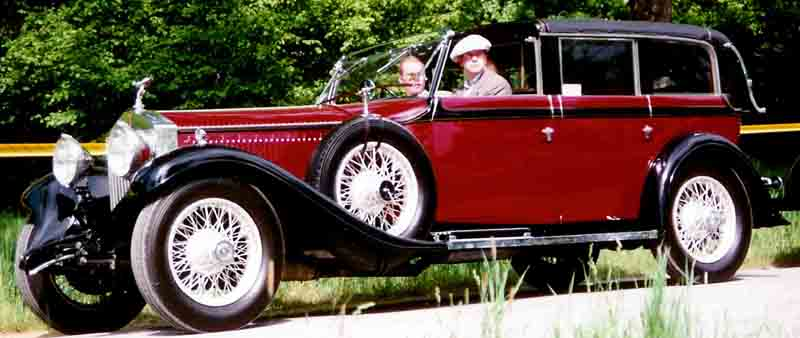
Rolls-Royce Phantom II Sedanca Cabriolet de 1929.

El Rolls-Royce Phantom II fue el tercer y último de los modelos 40/50 hp de Rolls-Royce, remplazando el Nuevo Phantom en 1929. Utilizaba una versión mejorada del motor del Phantom I en todos los nuevos chasis. También fue ofrecida una versión "Continental", con una distancia entre ejes más corta y una suspensión más rígida.

## Descripción

### Ingeniería
El Phantom II utilizaba una versión refinada del motor 6 cilindros en línea OHV de 7.7 L (7668 cc) de capacidad del Phantom I con una nueva culata de flujo transversal. A diferencia de los modelos 40/50 hp previos, el motor estaba directamente atornillado a la transmisión manual de 4 velocidades. Fueron incorporados sincronizadores en las marchas tercera y cuarta en 1932 y en la segunda en 1935. La potencia era transmitida a las ruedas traseras mediante un eje de transmisión abierta, con una transmisión cónica hipoidal final, Hotchkiss, remplazando el tubo de torsión utilizado en los primeros modelos 40/50 hp.

### Chasis

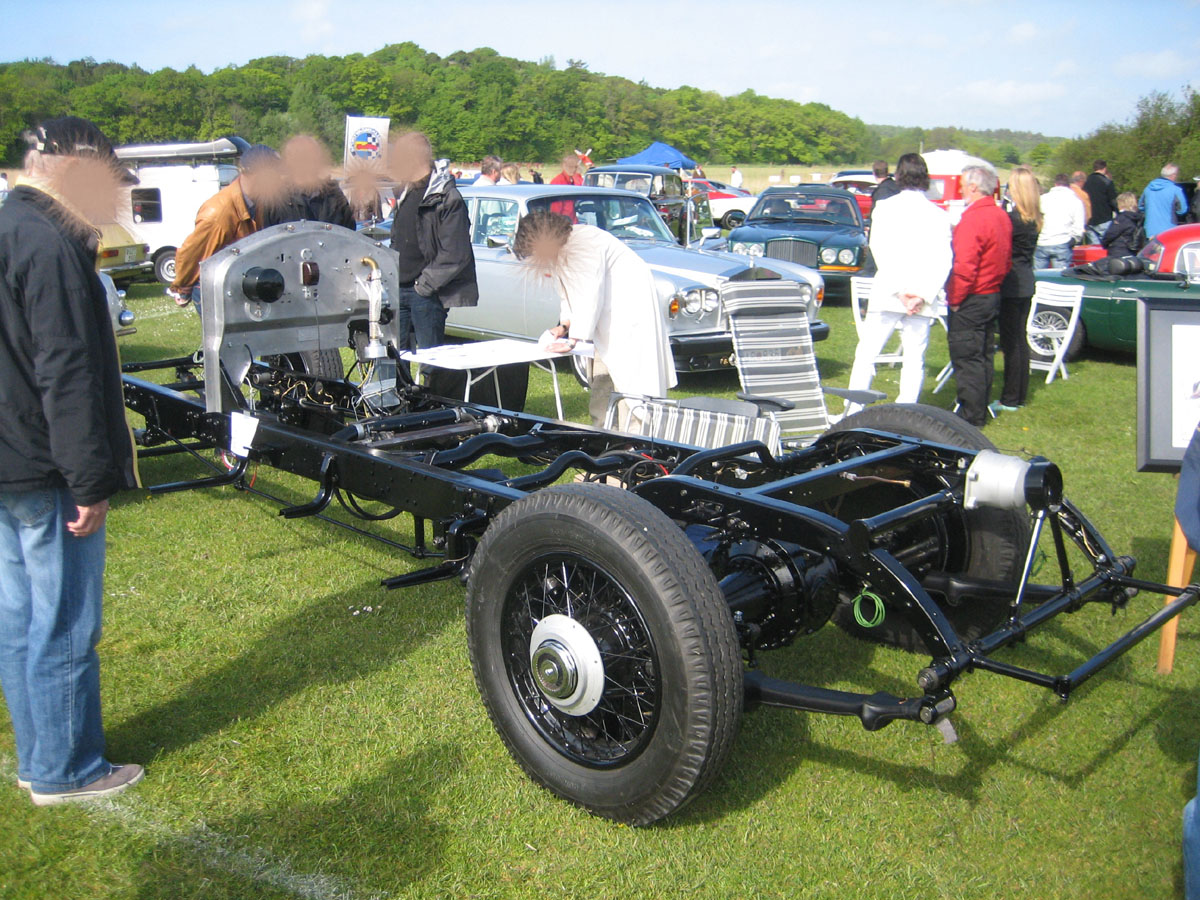
Bastidor de un Rolls-Royce Phantom.

El chasis del Phantom II era completamente nuevo. El eje delantero estaba montado sobre suspensiones de ballesta semielípticas como en los anteriores modelos 40/50 hp, pero el eje trasero estaba también montado sobre suspensiones semielípticas en lugar de suspensiones de cantilever. Esto, junto con los cambios en el tren de conducción, permitió al bastidor ser más bajo que antes, mejorando la maniobrabilidad. Los frenos servo-asistidos en las cuatro ruedas del Phantom I continuaron, y el sistema centralizado de lubricación Bijur del Phantom I de fabricación americana fue incluido en todos los chasis del Phantom II.
La distancia entre ejes estándar del Phantom II era de 150 plg (3.800 mm). Una versión corta de 144 plg (3.700 plg) del chasis también estaba disponible.
Un total de 1.281 Phantom II de todos los tipos fueron construidos.

### Modelo "Continental"

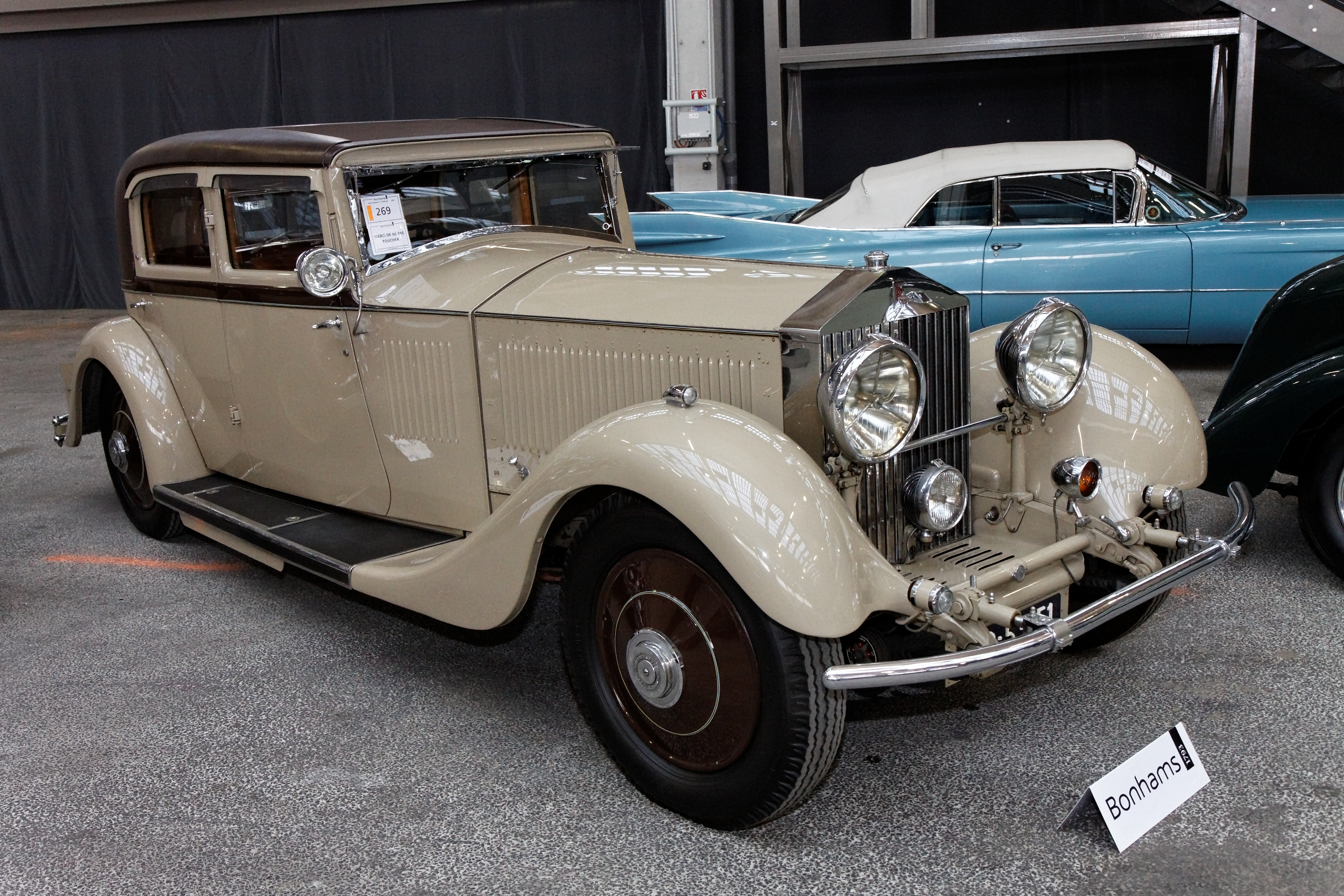
Rolls-Royce 40-50hp Phantom II 'Continental' Sports Saloon.

El diseñador de carrocerías Ivan Evernden había construido para Royce una versión única más corta de distancia entre ejes del Phantom. Diseñado como 26EX, el coche tenía un motor modificado, cinco hojas de suspensión que eran más rígidas que el estándar y una carrocería Barker de cuatro asientos ligera cerrada tipo berlina pintada con una laca de perla artificial. El departamento de ventas inicialmente no mostró interés en el 26EX, pero cuando Evernden volvió a la oficina del Grand Concours d'Elegance de Biarritz de 1930, en donde el 26EX había ganado el Grand Prix d'Honneur, se encontró que el departamento de ventas ya había anunciado el nuevo "Phantom II Continental Saloon", preparado un folleto para este y costeado.
Según Evernden, ni él, ni Royce, ni el departamento de ventas de Rolls-Royce habían escrito especificaciones para el modelo "Continental", aunque él y Royce tenían una especificación clara en mente. Sobre la base de los escritos de Evernden y el examen de los registros de la compañía, el historiador Ray Gentile determinó que las especificaciones comunes del chasis del Continental eran una distancia entre ejes más corta y una suspensión más rígida de cinco hojas. Por esta definición, dos cientos ochenta y un Phantom II Continental fueron producidos, incluyendo 125 versiones con el volante a la izquierda.

### Versiones para el mercado estadounidense
Todos los chasis del Phantom II fueron construidos en la factoría de Rolls-Royce en Derby. La factoría americana en Springfield, Massachusetts fue cerrada al finalizar la producción del Phantom I para el mercado americano en 1931. Se realizaron dos series para el mercado estadounidense, la AJS y AMS, construidas en Derby.

## Carrocería

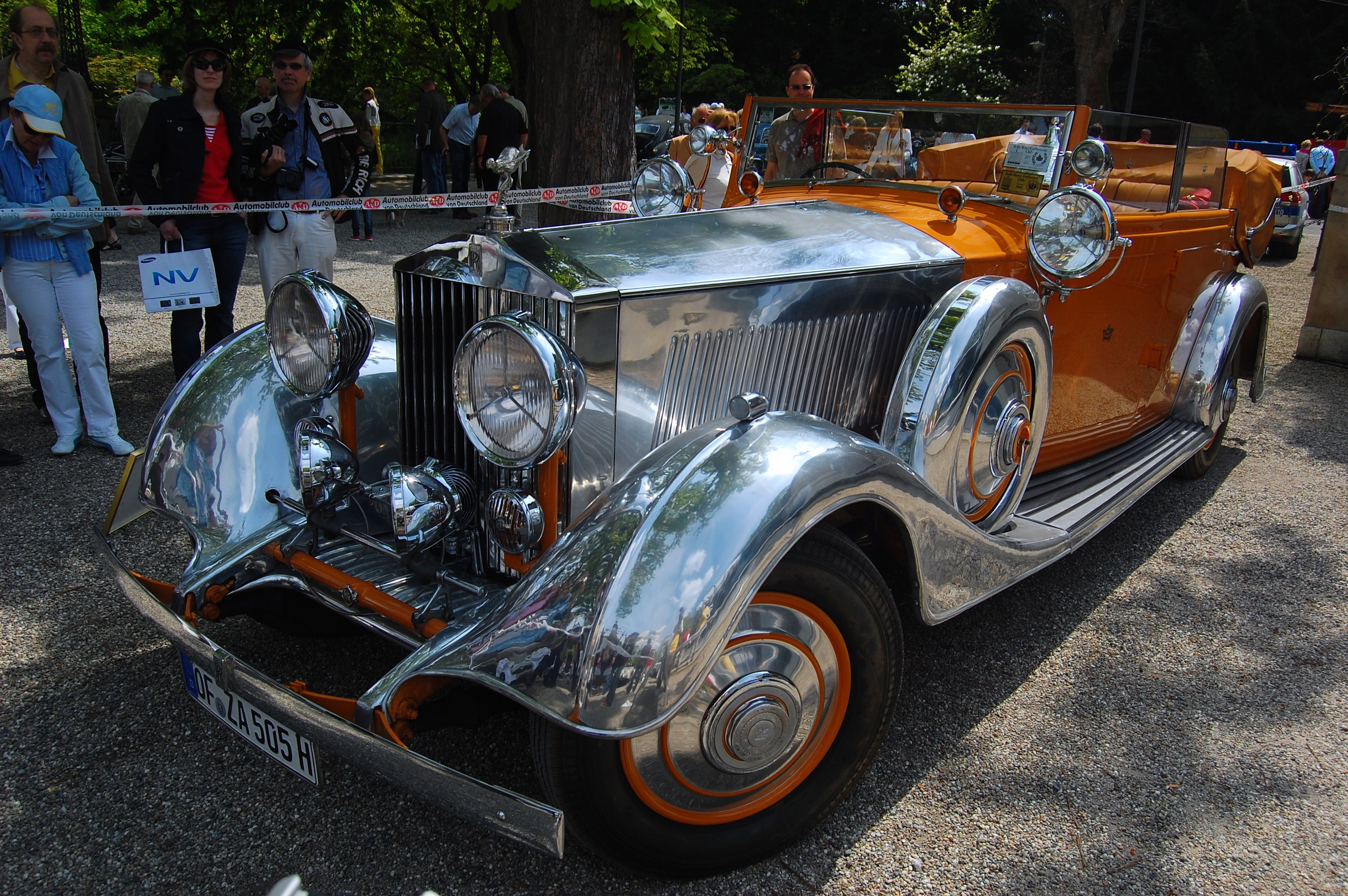
Rolls-Royce Phantom II con carrocería All-Weather Cabriolet de Thrupp & Maberly para el Maharajah de Rajkot, Chasis #188PY (1934). Este coche también es conocido como "Estrella de la India".

Solo el chasis y las parte mecánicas eran construidas por Rolls-Royce. La carrocería era fabricada e instalada por carroceros especializados elegidos por el propietario. Algunos de los famosos fabricantes de carrocerías que produjeron cuerpos de vehículos para coches Rolls-Royce fueron Park Ward, Thrupp & Maberly, Mulliner, Henley, y Hooper.

## Phantom II en el cine
El Phantom II aparece en películas como El aprendiz de brujo e Indiana Jones y la última cruzada. También es el protagonista de la película de 1964 Un Rolls-Royce amarillo.

## Cola de barco

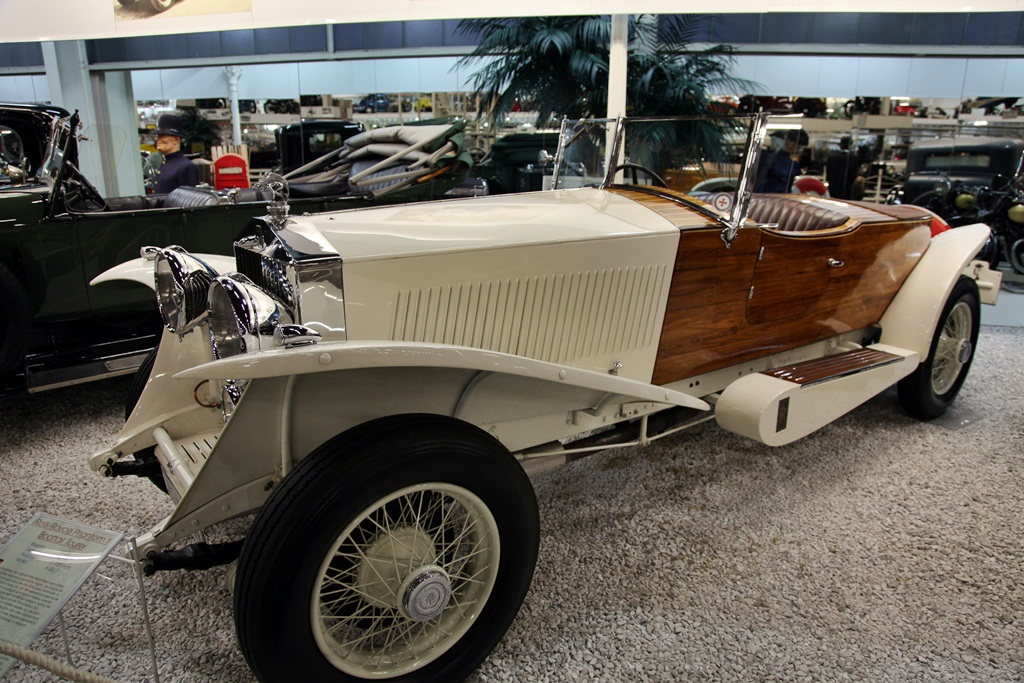
Rolls Royce Phantom II Cola de barco de 1933.

Un superviviente remarcable que está en exposición en el Museo de la Técnica, Sinsheim, Alemania, es el Phantom II de 1933, que participó en la Compañía del Té de Kenia del África Oriental Británica. Debido a que la sección trasera del vehículo se había deteriorado severamente, un carpintero local, bajo la guía del diseño de Hooper de Londres, concibió y construyó una parte trasera en forma de barco. El coche fue donado al museo en 1999 y desde entonces permanece en exhibición.

## Producción
- Phantom II: 1402
- Phantom II Continental: 278